# Аулуа (язык)
Аулуа или аулуа бай — это океанийский язык, распространенный на востоке Малекулы (на Вануату). В 1983 насчитывалось 300 носителей.

## Глагольные частицы
| Лицо | Единственное число | Двойственное число         | Множественное число        |
| ---- | ------------------ | -------------------------- | -------------------------- |
| 1-е  | ne                 | tur (инкл.) / mar (экскл.) | til (инкл.) / mil (экскл.) |
| 2-е  | u                  | mur                        | mul                        |
| 3-е  | ti                 | or                         | ar                         |